# Berttjärnen, Värmland
Berttjärnen är en sjö i Torsby kommun i Värmland och ingår i Göta älvs huvudavrinningsområde. Sjön har en area på 0,114 kvadratkilometer och ligger 484,1 meter över havet. Sjön avvattnas av vattendraget Tvärlikan.

## Delavrinningsområde
Berttjärnen ingår i det delavrinningsområde (673468-134965) som SMHI kallar för Utloppet av Södra Liksjön. Medelhöjden är 498 meter över havet och ytan är 25,83 kvadratkilometer. Det finns inga avrinningsområden uppströms utan avrinningsområdet är högsta punkten. Tvärlikan som avvattnar avrinningsområdet har biflödesordning 3, vilket innebär att vattnet flödar genom totalt 3 vattendrag innan det når havet efter 447 kilometer. Avrinningsområdet består mestadels av skog (77 procent) och sankmarker (18 procent). Avrinningsområdet har 0,77 kvadratkilometer vattenytor vilket ger det en sjöprocent på 3 procent.